# European Personnel Recovery Centre
Il Centro europeo per il recupero del personale ( EPRC ) è un'organizzazione militare intergovernativa che contribuisce allo sviluppo e all'armonizzazione delle politiche e degli standard relativi al recupero del personale .                   L'ERPC fornisce anche supporto per l'istruzione, la formazione, le esercitazioni e le operazioni.
L'EPRC è stato istituito l'8 luglio 2015 e ha sede presso la base aerea di Poggio Renatico in Italia.

## Stati membri
Il centro ha sette stati partecipanti: 
- Belgio
- Francia
- Germania
- Italia
- Olanda
- Spagna
- Regno Unito

L'EPRC non è associato alla politica di sicurezza e di difesa comune dell'Unione europea (PSDC); ad esempio non è un progetto della cooperazione strutturata permanente (PESCO) della PSDC. L'EPRC e le sue risorse possono tuttavia contribuire all'attuazione della PSDC, quando resi disponibili come forza multinazionale ai sensi dell'articolo 42.3 del trattato sull'Unione europea (TUE).

## Struttura

### Comando
L'EPRC è attualmente guidato da:
- Direttore
- Comandante

### Componenti
L'EPCR comprende le seguenti componenti: 
- La divisione Concept and Document Management , che sviluppa, rivede e mantiene concetti, dottrine, direttive e iniziative volte ad armonizzare la politica, la dottrina e gli standard di recupero del personale come indicato dal Comandante dell'EPRC.
- L' area dell'istruzione e della formazione , che supporta lo sviluppo e lo svolgimento di corsi ed eventi di formazione per comandanti, personale e forze di recupero.
- La sezione Operazioni di consulenza e assistenza e lezioni identificate/lezioni apprese ( OAA/LI/LL ) , che supporta gli Stati partecipanti e le organizzazioni internazionali con competenze congiunte sul recupero del personale a sostegno di esercitazioni e operazioni.
- La sezione Survival, Evasion, Resistance and Extraction ( SERE ) , che sviluppa e promuove forme pertinenti di standardizzazione e fornisce un forum per le scuole SERE degli stati partecipanti.

## Motto
Il motto del EPRC è la frase in lingua inglese "That others may live" traducibile in italiano con "affinché altri possano vivere", riconducibile al noto motto dell'USAF pararescue